# Paço Episcopal de Angra do Heroísmo

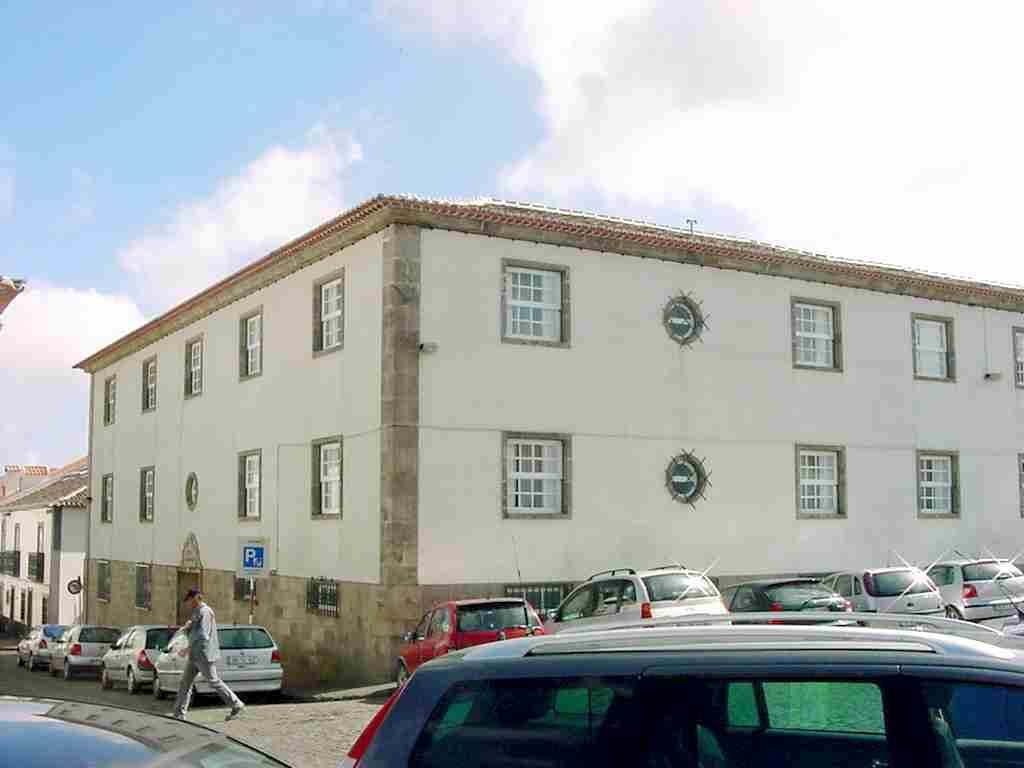
Paço Episcopal de Angra do Heroísmo, vista geral.

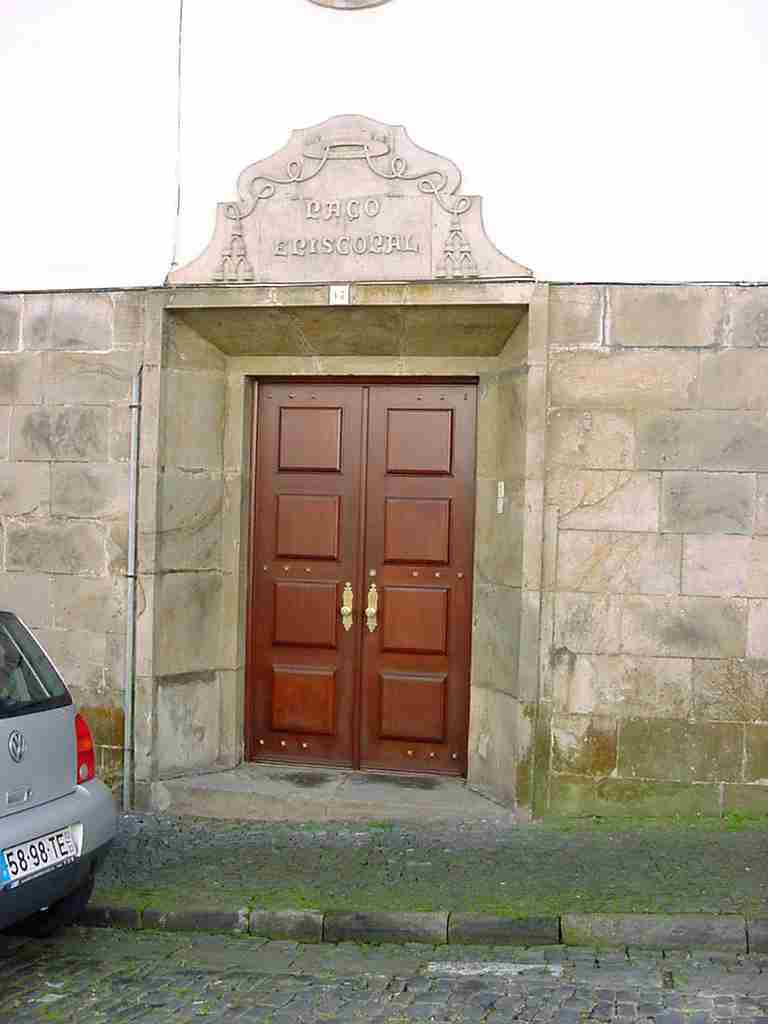
Paço Episcopal de Angra do Heroísmo, Pormenor.

O Paço Episcopal de Angra do Heroísmo é um edifício português localizado na Rua do Barcelos, na freguesia da Sé, município de Angra do Heroísmo, ilha açoriana da Terceira.
Este edifício de apreciáveis dimensões, encontra-se próximo do Convento de São Gonçalo, do Palácio Bettencourt, de Solar da Madre de Deus e do Palácio da Junta Geral, no Centro Histórico de Angra do Heroísmo e é actualmente uma das residências do Bispo de Angra.
Destaca-se este edifício pelo seu trabalho de cantaria lisa e pelo aspecto de autoridade.